# Admannshagen-Bargeshagen
Admannshagen-Bargeshagen ist eine Gemeinde im Landkreis Rostock in Mecklenburg-Vorpommern (Deutschland). Die Gemeinde wird vom Amt Bad Doberan-Land mit Sitz in der Stadt Bad Doberan verwaltet.

## Geografie
Die Gemeinde Admannshagen-Bargeshagen liegt im Hägerort, einer Grundmoränenplatte zwischen Bad Doberan und der Hafenstadt Rostock. Durch die Gemeinde fließt die Stege. Vom Ort Bargeshagen, der auf einer Höhe von ca. 15 Metern liegt, fällt das Gelände in nördliche Richtung ab und liegt in den Wiesenniederungen zwischen den Orten Admannshagen und Neu Rethwisch bei einem Meter über dem Wasserspiegel. Im Gebiet der Gemeinde gibt es keine Waldflächen.
Gemeindegliederung
Die Gemeinde besteht aus den Ortsteilen Admannshagen, Admannshagen-Ausbau, Bargeshagen, Rabenhorst und Steinbeck.

## Geschichte
Steinbeck wurde 1273 erstmals urkundlich erwähnt; es folgten 1273 Rabenhorst, 1286 Bargeshagen und 1302 Admannshagen. Die Geschichte dieser vier Dörfer ist eng mit dem Doberaner Kloster verknüpft, da die Dörfer Abgaben an das Kloster zu leisten hatten und Rabenhorst Klostergut war. Rabenhorst gehört zur Pfarre Rethwisch, war aber um 1300 zeitweilig Teil der Parkentiner Pfarre.
1843 fand sich bei Admannshagen ein Exemplar der Wendischen Krone. Es lag in einer Urne in einem niedrigen Grabhügel. Der Reif war bei der Auffindung zerbrochen und verbogen. Er bestand (mit Ausnahme des Scharnierstifts) nicht aus Bronze, sondern aus Kupfer.
Laut Niekammerschem Güteradressbuch von 1921 gehörte das 120 Hektar große Landgut Steinbeck Paul Beese.
Der Zusammenschluss der Orte zur heutigen Gemeinde erfolgte 1962.

## Bevölkerung
| Jahr | Einwohner |
| ---- | --------- |
| 1990 | 0780      |
| 1995 | 1597      |
| 2000 | 2811      |
| 2005 | 2841      |
| 2010 | 2834      |
| 2015 | 2851      |

| Jahr | Einwohner |
| ---- | --------- |
| 2020 | 2899      |
| 2021 | 2880      |
| 2022 | 2874      |
| 2023 | 2871      |

Stand: 31. Dezember des jeweiligen Jahres
Die Nähe der Gemeinde zu Rostock und zur Ostsee zog nach 1990 ein reges Baugeschehen nach sich, die Einwohnerzahl hat sich seit 1990 mehr als verdreifacht.

## Politik

### Gemeindevertretung
Die Gemeindevertretung von Admannshagen-Bargeshagen besteht aus 12 Mitgliedern. Die Kommunalwahl am 9. Juni 2024 führte bei einer Wahlbeteiligung von 77,2 % zu folgendem Ergebnis:
| Partei / Wählergruppe                                | Stimmenanteil 2019 | Sitze 2019 |  | Stimmenanteil 2024 | Sitze 2024 |
| ---------------------------------------------------- | ------------------ | ---------- |  | ------------------ | ---------- |
| CDU                                                  | 50,3 %             | 6          |  | 60,2 %             | 7          |
| Gemeinsam für Admannshagen-Bargeshagen               | –                  | –          |  | 15,6 %             | 2          |
| Bündnis Gemeinde Admannshagen-Bargeshagen            | –                  | –          |  | 14,3 %             | 2          |
| Bürgerbewegung der Gemeinde Admannshagen-Bargeshagen | 25,9 %             | 3          |  | 09,9 %             | 1          |
| SPD                                                  | 12,0 %             | 1          |  | –                  | –          |
| Wählergemeinschaft Großgemeinde                      | 07,9 %             | 1          |  | –                  | –          |
| Einzelbewerber Andreas Wegner                        | 03,9 %             | 1          |  | –                  | –          |
| Insgesamt                                            | 100 %              | 12         |  | 100 %              | 12         |

### Bürgermeister
- 2019–2024: Uwe Leonhardt (Bürgerbewegung der Gemeinde Admannshagen-Bargeshagen)
- seit 2024: Hans-Peter Stuhr (CDU)

Am 26. Mai 2019 wurde Leonhardt mit 55,7 % Prozent der gültigen Stimmen zum Bürgermeister gewählt. Am 9. Juni 2024 wurde Stuhr mit 63,8 % der gültigen Stimmen zu seinem Nachfolger gewählt. Seine Amtsdauer beträgt fünf Jahre.

### Wappen, Flagge, Dienstsiegel
Die Gemeinde verfügt seit Juni 2023 über amtlich genehmigtes Wappen und Flagge.
| Wappen der Gemeinde Admannshagen-Bargeshagen | Blasonierung: „In Gold schwebend eine grüne Giebelfront einer niederdeutschen Scheune mit schwarzem Fachwerk und Tor sowie Giebelbrettern mit abgewendeten Pferdeköpfen. Im Schildfuß ein nach unten eingebogener fünfblättriger grüner Lindenzweig.“ |
| Wappen der Gemeinde Admannshagen-Bargeshagen | |

Die Flagge besteht aus grünem Tuch. In der Mitte der Flagge liegt das Gemeindewappen, das zwei Drittel der Höhe des Flaggentuches einnimmt. Die Höhe des Flaggentuches verhält sich zur Länge wie 3:5.
Das Dienstsiegel zeigt das Wappen der Gemeinde und die Umschrift „GEMEINDE ADMANNSHAGEN-BARGESHAGEN • LANDKREIS ROSTOCK“.

## Sehenswürdigkeiten

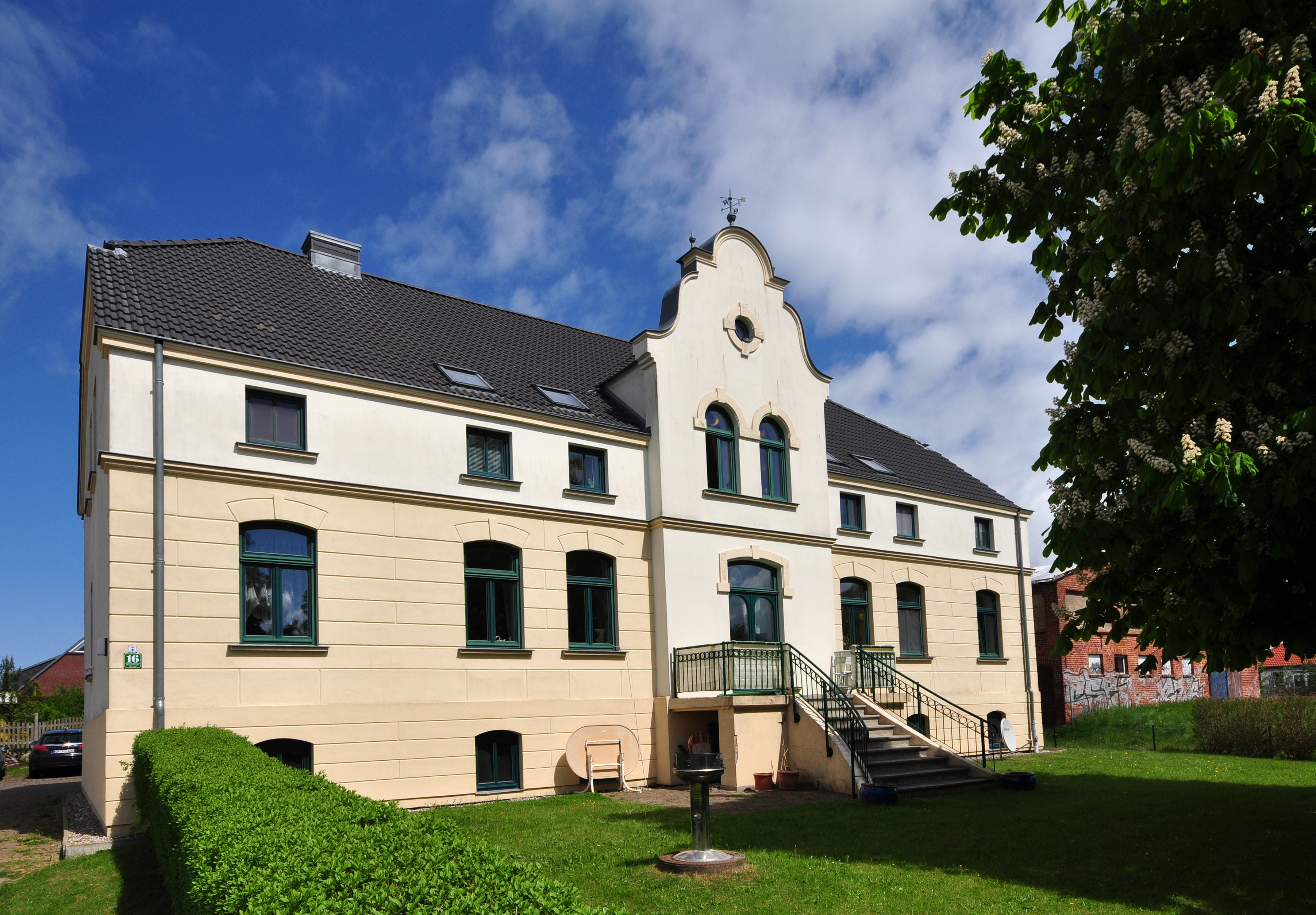
Bauernhaus in Bargeshagen

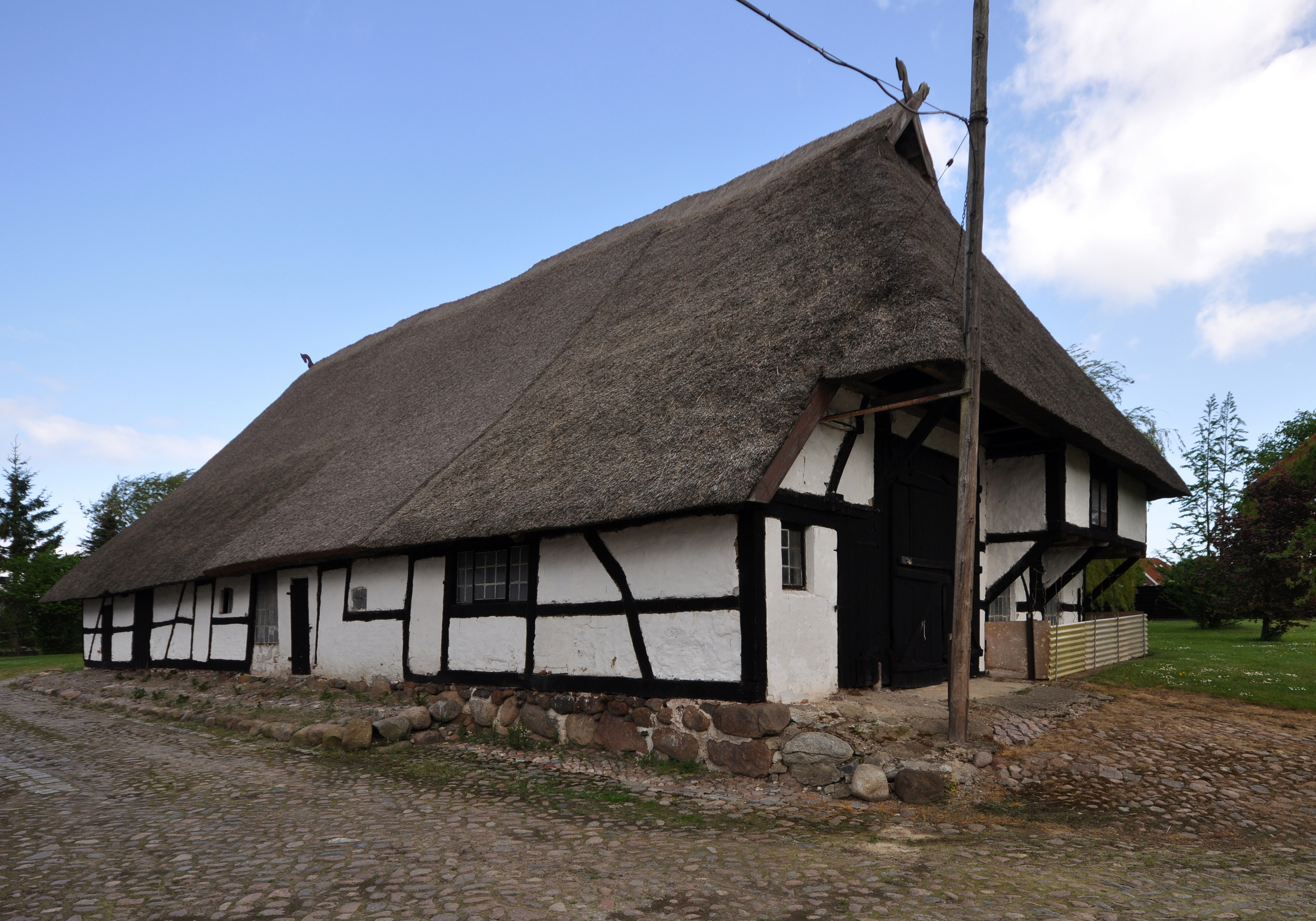
Fachwerkscheune in Admannshagen

→ Siehe auch Liste der Baudenkmale in Admannshagen-Bargeshagen
- Reetgedecktes Hallenhaus und Fachwerkscheune in Admannshagen
- Reetgedeckte Scheunen und Hallenhäuser in  Bargeshagen
- Gutshaus in Bargeshagen

## Wirtschaft, Verkehr, Infrastruktur
Wirtschaft
In Bargeshagen wurde nach der Wende 1990 ein ausgedehntes Gewerbegebiet erschlossen, das durch Großhandelsbetriebe, Dienstleister verschiedener Branchen und Baubetriebe und Zulieferer vollständig ausgelastet ist.
Verkehr
Bargeshagen liegt direkt an der Bundesstraße 105. Die Nähe zu Rostock und Bad Doberan bietet günstige Straßen- und Bahn-Anschlüsse. Die östlich der Gemeinde verlaufende Bundesstraße 103 ist ein Zubringer zur Bundesautobahn 20.
Durch die Gemeinde verkehrt Rebus mit den Linien 121 (Rostock-Bad Doberan-Kühlungsborn), 122 (Rabenhorst-Lütten Klein) sowie 130 (Bargeshagen-Rethwisch-Börgerende).
2017/2018 begann die Deutsche Glasfaser Holding mit dem Ausbau der Glasfaser-Leitungen für ein schnelles Internet.
Infrastruktur
Kleinkinder können bis zum Schulalter die Kindertagesstätte Kita Storchennest in Bargeshagen besuchen.
Es gibt einen großen Indoor-Spielplatz. Neben der im Juni 2021 eröffneten Pandino Kinderspielwelt MV hat sich die Bolzarena mit ihrer Bolzakademie sowie die Fitness Lounge angesiedelt. Zusammen bilden diese Firmen den Joho-Park.